# Jon Hall (informatico)
Jon Hall (7 agosto 1950) è un programmatore statunitense.
È Direttore Esecutivo di Linux International, un'associazione no profit che sostiene e promuove i sistemi operativi basati su Linux. Il nickname "maddog" (in italiano cane pazzo) gli è stato dato dai suoi studenti all'Hartford State Technical College, dov'era Capo Dipartimento di Computer Science (Informatica). Ora preferisce essere chiamato in questo modo. Secondo Hall, il suo nickname è "scaturito da un periodo in cui avevo meno self-control."
Ha lavorato per società come la Western Electric, Aetna Life and Casualty, Bell Laboratories, Digital Equipment Corporation, VA Linux Systems e SGI. Attualmente è Chief technical officer (CTO) e ambasciatore di Koolu.
Durante il periodo in cui lavorava per la Digital che ha iniziato ad interessarsi a Linux, ed ebbe un ruolo fondamentale per ottenere equipaggiamento e risorse per Linus Torvalds per il suo primo port, la piattaforma Digital's Alpha. È stato anche in questo periodo che Hall, ha fondato il più grande Linux Users' Group del New Hampshire.
Hall fa parte del direttivo di molte compagnie e organizzazioni no-profit, inclusa l'Associazione USENIX. È un noto veterano tra le comunità di programmatori e una figura di rilievo del software libero. Allo "UK Linux and Open Source Awards 2006", Hall è stato insignito con un "Lifetime Recognition Award" (Premio di Riconoscimento a Vita) per il suo contributo alla comunità open source.
Hall ha conseguito un MS in Computer Science presso il Rensselaer Polytechnic Institute (1977) e un BS in Commerce and Engineering presso la Drexel University (1973).